# إدي روسو
إدي روسو (بالإنجليزية: Eddie Russo)‏ هو سائق سباق ومهندس أمريكي، ولد في 19 نوفمبر 1925 في شيكاغو في الولايات المتحدة، وتوفي في 14 أكتوبر 2012 في مقاطعة لنكولن في الولايات المتحدة.

## روابط خارجية
- إدي روسو على موقع DriverDB.com (الإنجليزية)